# Огры
О́гры (фр. ogre) — мифические великаны-людоеды. Фигурируют в некоторых классических литературных произведениях, но чаще всего упоминаются в европейских средневековых сказках и легендах в качестве отрицательных персонажей как людоеды, предпочитающие детей и младенцев.
В мифах огров часто изображают нечеловечески крупными, сильными, с непропорционально большой головой, густыми волосами, необычного цвета кожей и неуёмным аппетитом. Их образ вобрал в себя черты как мифических великанов, так и вполне реальных каннибалов. В фольклорных преданиях, как и в художественной литературе, всех великанов нередко наделяют чертами огров, и наоборот. К примеру, гиганты из сказок «Джек и бобовый стебель» и «Джек — покоритель великанов» были людоедами.

## Этимология
Согласно одной гипотезе, французское ogre происходит от французского же Hongrois, «венгр». Согласно другой гипотезе, ogre происходит от латинского orcus, «ад».

## Описание
В отличие от схожих с ними троллей, обитают не в горах, а в лесах, преимущественно в болотистой местности. У них внушительный рост, достигающий от 2 до 4 метров. Их выдающееся качество — невероятная сила. Они часто носят тяжёлые дубины для охоты или в качестве оружия.
Из костей своих жертв они изготавливают трофеи и талисманы, которыми украшают как своё жильё, так и самих себя. Как правило, не одарены особым интеллектом. В большинстве случаев им даже не приписывается цивилизованная речь. Их коммуникация ограничивается самыми необходимыми и жизненно-важными способами и совершается, в большинстве, дикими жестами и выкриками.

## Огры в фольклоре
Согласно мифологии народов Северной Европы, огры живут в дальних уголках лесов и гор, а иногда даже в замках. Эти существа невероятно большие и глупые, поэтому люди их могут с легкостью обхитрить. Сами по себе эти существа могут быть не злонамеренными, но встречается масса сюжетов, где огры похищают и поедают детей, терроризируют деревни, охраняют сокровища или мистические места.
В японском фольклоре также есть существа похожие на огров, в сказках, легендах они обычно ассоциируются с людоедами и называются эти создания о́ни (яп. 鬼). В некоторых деревнях весной проводят специальные обряд изгнания таких существ, когда люди выбрасывают соевые бобы возле своих домов и кричат: «Демоны вон! Удачи!». В современности особенности характера и действия огров в Японии претерпели изменения, так как стали объясняться попытками защититься от людского мира.
Также упоминания огров можно встретить в сказках и легендах пигмеев: у них присутствует рассказ о людоеде, который пожирает детей.
В современной культуре можно встретить упоминания огров, которые эксплуатируют других или соблазняют своих жертв для дальнейшего пожирания. Примером такого восприятия огров может стать роман Мишеля Турнье «Лесной царь», где сказочных персонажей автор сравнил с нацистами.

## Галерея
- «Пожиратель детей». Берн, Швейцария
- Подкравшийся к детям людоед. Гравюра Гюстава Доре
- Огр и его жена. Иллюстрация к сказке «Мальчик-с-пальчик» из немецкого сборника конца XIX века.